# Louis Madaule
Pour les articles homonymes, voir Madaule.
Louis Madaule né à Béziers le 5 octobre 1904 et mort à Narbonne le 5 juillet 1975, est un militant socialiste et résistant. Il est maire de Narbonne de 1948 à 1958. Électricien de formation, Louis Madaule a créé une florissante entreprise de travaux électriques et de vente de matériel électrique qui existe toujours.

## Biographie
Socialiste et humaniste, Louis Madaule milite dès sa jeunesse à la SFIO, et devient membre du Grand Orient de France, engagements de toute sa vie.
Pendant la Seconde Guerre mondiale c'est un Résistant, très actif, son terrain de lutte aux forces hitlériennes et pétainistes étant la région de Narbonne et tout le littoral audois. En 1944, il est membre du Comité local de libération de Narbonne. Dès 1945 il est adjoint au maire de Marius Lacroix (maire de Narbonne et député de l'Aude). En 1948, Louis Madaule est élu maire, SFIO, de Narbonne en remplacement d'Émile Roux, sénateur maire de l'Aude. Il donne pendant son mandat toute la dimension de son dynamisme et son souci de l'essor de Narbonne et de sa plage à travers la station de Narbonne-Plage, créant en 1951, avec l'aide des chômeurs narbonnais la route de la Clape reliant Narbonne à Narbonne-Plage. Louis Madaule, contesté par des socialistes membres du Conseil municipal de Narbonne, dans un souci d'apaisement donne, en juillet 1958, sa démission de maire de Narbonne. Désormais Louis Madaule se consacre entièrement à son entreprise électrique et à la présidence de la Caisse d'Épargne de Narbonne qui connaît dès lors une grande expansion.
Louis Madaule laisse le souvenir d'un maire bâtisseur qui a créé la station de Narbonne-Plage (une avenue lui rend hommage (Avenue Louis Madaule) ainsi qu'une stèle).
Il est titulaire de la médaille de la Résistance française.